# Kaoru Mori
Kaoru Mori (森薫, Mori Kaoru) är en mangaka, född den 18 september 1978 i Tokyo. Hon är skaparen av flera populära mangor, såsom Shirley och Emma. Serien Emma blev en animerad serie i två säsonger med vardera 12 avsnitt (cirka 24 min långa). Mangan blev 7 volymer lång, med en tre volymer lång sidoberättelse.

## Verk
- Emma (エマ Ema?)
- Shirley (シャーリー Shārī?)
- Otoyomegatari (乙嫁語り?)